# NGC 1647
NGC 1647 je otvoreni skup u zviježđu Biku. 

## Vanjske poveznice
- SEDS: NGC 1647